# بریستول اروسپیس
بریستول اروسپیس (انگلیسی: Bristol Aerospace) شرکت هوافضای کانادایی است، که در سال ۱۹۳۰ تأسیس شد.